# Mise en forme d'un matériau
 (juillet 2024).
Si vous disposez d'ouvrages ou d'articles de référence ou si vous connaissez des sites web de qualité traitant du thème abordé ici, merci de compléter l'article en donnant les références utiles à sa vérifiabilité et en les liant à la section « Notes et références ».
Les techniques de mise en forme des matériaux ont pour objectif de donner une forme déterminée au matériau tout en lui imposant une certaine microstructure, afin d'obtenir un objet ayant les propriétés souhaitées. C'est un travail qui nécessite de maîtriser parfaitement les paramètres expérimentaux (composition du matériau, température, pression, vitesse de refroidissement, etc.). Les techniques diffèrent selon les matériaux (leur solidité, l'usage, etc.).
De manière générale, la mise en forme des matériaux en métallurgie tient au découpage, formage, soudage, dressage et usinage. S'ajoutent à cela différents traitements (traitement thermique, etc.) visant à donner au produit des propriétés particulières.

## Métaux
Pour les métaux, les techniques de mise en forme sont par exemple :
- le forgeage : c'est la technique de mise en œuvre la plus ancienne (5 000 ans av. J.-C.), elle consiste à exercer une force sur la matière afin de la former et regroupe aujourd'hui plusieurs méthodes telles que :
  - l'emboutissage,
  - le laminage,
  - le tréfilage,
  - le filage ;
- la fonderie : cette technique consiste à fondre et à couler le métal dans un moule. Le choix du moule est un critère à prendre en compte. Il existe ainsi plusieurs méthodes de moulage : moulage sable, moulage coquille et moulage en cire perdue ;
- frittage : ce procédé fait appel à la métallurgie des poudres. Il permet de consolider la poudre sous l'action de la chaleur et la rend ainsi compacte ;

- formage : ce procédé de fabrication de pièces consiste à donner forme à un sous-produit, il regroupe différentes techniques telles que :
  - formage à chaud: on parle de forgeage, estampage, matriçage, emboutissage, chaud de retrait, etc.,
  - formage à froid: on parle de pliage, emboutissage, forgeage à froid, extrusion, frappe à froid, tréfilage, étirage (par exemple de fibres d'inox), cintrage-roulage (par exemple en chaudronnerie), martelage, etc.,
  - magnétoformage,

## Matières plastiques
Certaines techniques (forgeage, calandrage, frittage, etc.) ne sont pas spécifiques de la mise en œuvre des métaux et s'appliquent aux matières plastiques. On distingue :
- l'extrusion : ce procédé consiste à faire passer le matériau thermoplastique fluide sous pression au travers d'une filière, grâce à une vis en rotation dans le fourreau chauffant. On produit en continu des pièces longues (joncs, tubes, profilés, câbles, etc.) ;

Voir aussi : Melt flow index ;
- le calandrage, équivalent du laminage pour les matières plastiques ;
- le moulage par injection : cette méthode s'applique à une matière capable de s'écouler, afin qu'elle puisse correctement prendre la forme de l'empreinte du moule dans lequel elle est injectée ;
- le thermoformage (sous vide le plus souvent, ou sous pression) : on applique un moule sur une plaque de plastique rigide ramollie par chauffage, avant de le refroidir ;
- l'extrusion-soufflage ou l'injection-soufflage : il s'agit de gonfler un tube (paraison) obtenu par extrusion ou une préforme obtenue par injection, en y insufflant de l'air (ou un gaz inerte) pour que la matière fluide vienne se plaquer contre les parois du moule de soufflage constitué de deux demi-moules. Ces techniques permettent de mouler en discontinu des corps creux (récipients tels que réservoirs, bouteilles et flacons) ;
- le rotomoulage est un autre procédé de moulage en discontinu de corps creux ;
- l'extrusion-gonflage, à la différence de l'extrusion-soufflage, n'utilise pas de moule (production de films à partir d'une gaine gonflée) ;
- le moulage par compression, procédé de mise en œuvre des matières thermodurcissables ;
- le perçage.

## Fibres textiles
Les fibres textiles sont fabriquées par la technique du filage, qui utilise une filière comportant plusieurs dizaines de trous. L'étirage améliore leurs caractéristiques mécaniques.